# 福島博憲
福島　博憲（ふくしま　ひろのり、1940年（昭和15年）5月19日 -） は、登山家であり、社会事業家。
1969年7月マッターホルン北壁の単独登攀は日本人初（世界第三登）。
1973年9月日本エベレスト登山隊、南西壁隊員。関西大学二部体育会山岳部OB会所属。三重県名張市出身。

## 経歴
- 1965年、関西大学二部卒業[1]。
- 1969年、7月マッターホルン北壁単独登攀（日本人初、世界第三登）。
- 1971年、12月キナバル峰ローズガリー登攀のため、マレーシアボルネオ行。
- 1973年、9月日本エベレスト登山隊、南西壁隊員。
- 1990年、第2次RCCチョーオュー登山隊員としてチベット行。
- 1973年～1977年、文部省登山研究所講師。
- 1978年～2001年、財団法人大阪府社会体育研究所（現、大阪総合スポーツ財団）理事長。
- 1982年～1984年、財団法人大阪21世紀協会（現、関西・大阪21世紀協会）専門委員。
- 1984年～2002年、同企画委員。
- 1999年～2002年、財団法人日本国際連合協会関西本部理事。

現在、スイス山岳会会員、第2次RCC同人、日本オセアニア交流協会理事。

## 関連書籍
- 遠藤甲太著 『登山史の森へ』（平凡社,2002年）ISBN 4-582-83113-3
- (財)社会体育研究所編 『さわやかハイキング』（(七賢出版 ,1994年）ISBN 4-88304-162-X